# Mirjam H. Hüberli

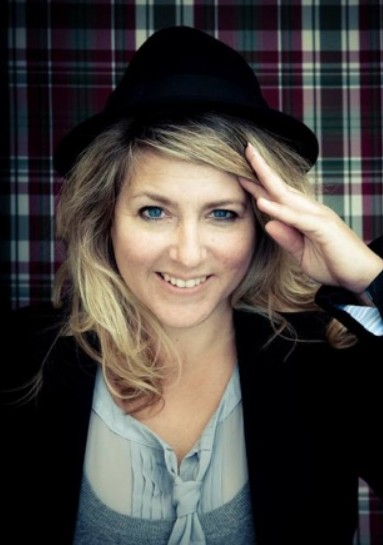
Mirjam Hüberli

Mirjam H. Hüberli (geboren 1975) ist eine Schweizer Autorin und Illustratorin. Sie schreibt auch unter dem Pseudonym Jill Hobbs.

## Leben und Wirken
Hüberli arbeitete zunächst als Online-Redakteurin und begann mit dem Schreiben von Kurzgeschichten. Es folgten Jugendbücher und Kinder-Comic-Romane. Ihre Genres umfassen heute außerdem Liebesromane, Fantasyromane und Kinderbücher.
2017 gewann sie mit ihrem Buch Rebell – Gläserner Zorn den Deutschen Phantastik Preis in der Rubrik Bester Internationaler Roman.
Sie ist verheiratet, hat zwei Kinder und lebt in der Schweiz.

## Werke (Auswahl)
- Plampi: Nur eine Nacht. Merquana Verlag, Leipzig 2012, ISBN 978-3-943882-00-1.
- Plampi sieht Rot. Merquana Verlag, Leipzig 2014, ISBN 978-3-943882-13-1.
- Plampi – Dezembertage. Merquana Verlag, Leipzig 2014, ISBN 978-3-943882-18-6.
- Gefrorenes Herz. Carlsen Verlag, Hamburg 2015, ISBN 978-3-646-60070-4.
- Tierische Teufel – Teuflische Tiere (Anthologie: Ewige Blutjugend), Machandel Verlag 2015, ISBN 978-3-95959-005-1.
- Stadt der Verborgenen (Die Phoenicrus-Trilogie 1). Carlsen Verlag, Hamburg 2015, ISBN 978-3-646-60096-4.
- Akademie der Gebrannten (Die Phoenicrus-Trilogie 2). Carlsen Verlag, Hamburg 2015, ISBN 978-3-646-60139-8.
- Rache der Schwarzen Engel (Die Phoenicrus-Trilogie 3). Carlsen Verlag, Hamburg 2015, ISBN 978-3-646-60140-4.
- Du Freak. da bux, Buchs SG 2016, ISBN 978-3-906876-01-6.
- HerzSeilAkt. Drachenmond Verlag, Leverkusen 2016, ISBN 978-3-95991-713-1.
- Zerbrochene Seele. Carlsen Verlag, Hamburg 2016, ISBN 978-3-646-60229-6.
- Rebell – Gläserner Zorn (Teil 1). Drachenmond Verlag, Leverkusen 2016, ISBN 978-3-95991-715-5.
- Rebell – Gläserne Stille (Teil 2), Drachenmond Verlag, Leverkusen 2017, ISBN 978-3-95991-716-2.
- Rebell – Gläsernes Herz (Teil 3), Drachenmond Verlag, Leverkusen 2017, ISBN 978-3-95991-717-9.
- Halloweenküsse – Liebe oder saures? (Anthologie: Das Flüstern der Tinte), Amrûn Verlag, 2017, ISBN 978-3-95869-299-2.
- Wenn die Nacht Träume regnet, Drachenmond Verlag, Leverkusen 2018, ISBN 978-3-95991-170-2.
- Phoenicrus: Die Trilogie, Drachenmond Verlag, Leverkusen 2018, ISBN 978-3-95991-710-0.
- Für immer heißt nicht für ewig, Independently published 2019, ISBN 978-10-7613738-8.
- Schweig, Schwesterherz,  Independently published  2019, ISBN 978-1-79325-030-8.

## Auszeichnungen
- 2017: Deutscher Phantastik Preis – Bester Internationaler Roman: Rebell: Gläserner Zorn